# Vita villorna
Vita villorna is een plaats in de gemeente Botkyrka in het landschap Södermanland en de provincie Stockholms län in Zweden. De plaats heeft 185 inwoners (2005) en een oppervlakte van 12 hectare. De plaats ligt aan het meer Tullingesjön.